# フィルムフェア賞 南インド映画部門編集賞
フィルムフェア賞 南インド映画部門編集賞（フィルムフェアしょう みなみインドえいがぶもんへんしゅうしょう、Filmfare Best South Editor Award）は、フィルムフェア賞 南インド映画部門の賞の一つ。

## 受賞者
| 年            | 画像 | 受賞者     | 作品    | 言語     | 出典  |
| ------------- | ---- | ---------- | ------- | -------- | ----- |
| 2005 (第53回) |      | アンソニー | Ghajini | タミル語 | [ 1 ] |